# Kurt Lewin
Kurt Lewin, nemški psiholog, * 9. september 1890, Mogilno, Prusija (danes Poljska), † 12. februar 1947, Newtonville, Massachusetts, ZDA.
Lewin je eden izmed pionirjev socialne psihologije, saj je bil med prvimi raziskovalci, ki so raziskovali skupinsko dinamiko in razvoj organizacije. Lewin je poznan tudi po svoji enačbi za vedenje B=ƒ(P,E).